# Капролон
Капролон (полиамид-6 блочный, ПА-6 блочный) — конструкционный полимер, получаемый в процессе анионной полимеризации капролактама, проводимой непосредственно в форме в присутствии щелочных катализаторов и активаторов.
Поставляется в виде листов, стержней, блоков или заготовок сложной формы. Применяется для изготовления деталей путём механической обработки заготовок.

## Производство
В СССР капролон выпускался по ГОСТ 7850-86 трех сортов (высшего, первого и второго) и по ТУ 6-05-988-87 двух марок — «А» и «Б». После распада СССР стал выпускаться различными производителями по собственным техническим условиям (ТУ 2224-036-00203803-2012 ООО «Метафракс», ТУ 2224-001-78534599-2006 ООО «Катион», ТУ 2224-003-39046337-2018 и 2224-001-39046337-2018 ООО НТО «Альвис» и др.).

## Виды и их применение
- Марка «А» не допускает наличия пор на разрезе образца-свидетеля.
- Для марки Б число пор размером не более 1,5 мм на 1000 мм² площади разреза образца-свидетеля не нормируется.
- Марка «капролон-42» — наполненный графитом, антифрикционный.
- Марка «капролон-4-15» — наполненный графитом, антифрикционный, обеспечивающий стекание статического заряда.
- Марка «МГ» — модифицированный графитом, антифрикционный.
- Марка «МДМ» — модифицированный дисульфидом молибдена, обладающий повышенными диэлектрическими свойствами.

Капролон допускается выпускать окрашенным с использованием пигментов в любые цвета по заказу потребителя. Цвет натурального капролона — различных оттенков кремового, капролон никогда не бывает белым. Цвет капролона-42, капролона-4-15 — только чёрный. Цвет ПА6-МГ и ПА6-МДМ — от серого до чёрного.

## Физико-механические свойства
Капролон устойчив к воздействию углеводородов, масел, спиртов, кетонов, эфиров, щелочей и слабых кислот, растворяется в фенолах, концентрированных минеральных кислотах, муравьиной и уксусной кислотах. Материал имеет хорошие антифрикционные свойства и высокую износостойкость.
Капролон при нормальных условиях нетоксичен, не оказывает вредного воздействия на организм человека.
При механической обработке капролона в изделии разложения материала не происходит, и вредные вещества не выделяются.
При температуре выше 300 °С капролон разлагается с выделением окиси углерода и аммиака.

### Основные показатели
- Плотность — не менее 1160 кг/м³.
- Температура плавления — 220—260 °C.
- Рабочая температура — −40…+70 °C (до +160 °С у исполнений отдельных производителей).
- Средний коэффициент линейного теплового расширения на 1 °C:
  - в интервале от 0…50 °C — 0,000098;
  - в интервале от −50…0 °C — 0,000066.
- Твёрдость по Бринеллю — не менее 130 HB.
- Предел прочности при сжатии — не менее 90 МПа.
- Предел прочности при изгибе — не менее 80 МПа.
- Относительное удлинение при разрыве — 10—20 %.
- Модуль упругости при сжатии — 2,0—4,0 ГПа.
- Коэффициент теплопроводности при 20 °C — 0,29.
- Электрическая прочность — 30—35 кВ/мм.
- Водопоглощение не более 0,13 % за 24 часа (капролон-42).
- Коэффициент трения по стали:
  - без смазки — 0,2—0,22;
  - капролон-42 — 0,16—0,18